# Àcid pangàmic

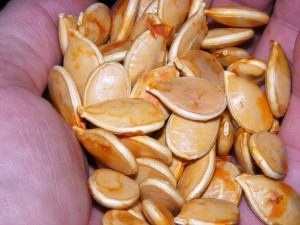
Llavors de carbassa, alument que te un alt contingut de la vitamina.

L'àcid pangàmic, també anomenat vitamina B15, és un derivat de l'àcid glucurònic amb 8 grups metílics, per tant és un aminoderivat del glucurònic.